# Hamilton (musical)
Hamilton: An American Musical é um musical sobre a vida do pai-fundador americano Alexander Hamilton, de música, letra e livro criados por Lin-Manuel Miranda. O espetáculo da Broadway, inspirado pela biografia de 2004 "Alexander Hamilton" do historiador Ron Chernow, alcançou aclamação da crítica e sucesso de bilheteria.
O musical fez a sua estreia off-Broadway no Teatro Público de Nova Iorque, em fevereiro de 2015, onde os ingressos se esgotaram. O show transferiu-se para Broadway em agosto de 2015, no Richard Rodgers Theatre. Já um fenómeno, lá recebeu ainda mais aclamação crítica e os ingressos esgotaram ainda no período de venda antecipada. Em 2016, Hamilton foi nomeado a um recorde de 16 Tony Awards, vencendo 11, incluindo Melhor Musical. Além disso, o musical também recebeu o Prêmio Grammy de Melhor Álbum de Teatro Musical e o Prêmio Pulitzer de Drama de 2016. A produção off-Broadway de Hamilton ganhou 8 prémios no Drama Desk Awards em 2015, incluindo Melhor Musical.
Atualmente, o musical está aberto em Nova Iorque e Chicago. A primeira turnê nacional de produção começou em São Francisco em março de 2017. Uma produção internacional abrirá em Londres, em West End, em novembro de 2017. A segunda turnê nacional começará no início de 2018.

## Origens
No aeroporto, em férias do seu musical da Broadway, In the Heights, Lin-Manuel Miranda comprou e leu Alexander Hamilton, uma biografia escrita por Ron Chernow. Depois de terminar os primeiros capítulos, Miranda rapidamente começou a vislumbrar a vida de Hamilton como um musical e a pesquisar se um musical de sua vida já tinha sido criado. Uma peça sobre a história de Hamilton foi feita na Broadway, em 1917, com George Arliss como Alexander Hamilton.
Após a sua descoberta, Miranda começou um projeto intitulado The Hamilton Mixtape e trabalhou nele durante seu tempo livre entre as produções de In the Heights. Em 12 de Maio de 2009, Miranda foi convidado para apresentar um número de In the Heights na Noite de Poesia, Música e Palavras da Casa Branca. Em vez disso, ele cantou a primeira música escrita, uma versão preliminar do que mais tarde se tornaria "Alexander Hamilton", a canção de abertura de Hamilton. Ele passou um ano depois disso trabalhando em "My Shot", outro número inicial do show.
Miranda realizou uma produção de workshop do show, na época ainda chamado Hamilton Mixtape, no Vassar Reading Festival em 27 de julho de 2013. A produção de workshop foi dirigida por Thomas Kail, e musicalmente dirigida por Alex Lacamoire, que acompanhou no piano. O workshop consistiu no primeiro ato inteiro do show atual e 3 músicas do segundo ato.
Do elenco original do workshop, apenas três membros principais acabaram por atuar na versão off-Broadway: Lin-Manuel Miranda, Daveed Diggs e Christopher Jackson. A maioria do elenco off-Broadway continuou para a versão da Broadway, com exceção de Brian d'Arcy James, que foi substituído por Jonathan Groff no papel de Rei George III.

## Sinopse e Enredo
Hamilton narra a vida de Alexander Hamilton em dois atos e detalha, entre outras coisas, sua participação na Guerra Revolucionária Americana como ajudante de campo de George Washington, seu casamento com Eliza Schuyler, sua carreira como advogado e Secretário do Tesouro e suas interações com Aaron Burr (o narrador principal durante a maior parte do musical), que culmina com o duelo que põe fim à vida de Hamilton.

### Primeiro Ato
O musical começa com o elenco fazendo um resumo da vida de Alexander Hamilton como um órfão das Caraíbas ("Alexander Hamilton"). Hamilton nasceu fora do casamento nas Índias Orientais — o seu pai abandonou-o quando era muito novo e a sua mãe morreu quando Alexander tinha doze anos. Aos dezenove, Hamilton mudou-se para as colónias americanas, sendo um grande apoiador da Independência Americana.
No verão de 1776 em Nova Iorque, Hamilton procura por Aaron Burr. Burr aconselha Hamilton, todo entusiasmado, a “falar menos, sorrir mais”. Hamilton é incapaz de compreender por que Burr prefere ter cuidado a lutar pelo que acredita ("Aaron Burr, Sir"). Hamilton cria vínculos com três companheiros revolucionários: o abolicionista John Laurens, o francês extravagante Marquis de Lafayette, e o aprendiz de alfaiate Hercules Mulligan. Hamilton deslumbra os rapazes com suas habilidades de retórica ("My Shot") e sonham em dedicar suas vidas pela causa ("The Story of Tonight"). Enquanto isso, as ricas Irmãs Schuyler — Angelica, Eliza e Peggy — passeiam pelas ruas de Nova Iorque, animadas pelo espírito de revolução no ar ("The Schuyler Sisters").
Samuel Seabury, um lealista, prega contra a Revolução Americana, e Hamilton refuta e ridiculariza seus argumentos ("Farmer Refuted"). Uma mensagem de Rei George III chega, lembrando aos colonos do que ele é capaz e está disposto a lutar pela submissão de todos ("You'll Be Back").
A revolução está em andamento e Hamilton, Burr e seus amigos se juntam ao Exército Continental. Enquanto a armada recua de Nova Iorque, o General George Washington percebe que precisa de ajuda para ganhar a Guerra. Embora Hamilton deseje comandar e lutar nas linhas de frente, ele reconhece a oportunidade que Washington lhe oferece, e aceita a posição como seu ajudante de ordens ("Right Hand Man").
No inverno de 1780, os homens vão ao baile oferecido por Philip Schuyler, e Hamilton fica de olho em suas filhas ("A Winter's Ball"). Eliza se apaixona instantaneamente e, depois de ser apresentada por Angelica, Eliza e Hamilton em breve se casam ("Helpless"). Angelica também é atingida por Hamilton, mas engole seus sentimentos pelo bem da felicidade de sua irmã ("Satisfied"). Hamilton, Laurens, Lafayette e Mulligan celebram bebendo o casamento quando Burr chega para dar os parabéns. Depois que Laurens o provoca, Burr admite que está tendo um caso com a esposa do comandante inglês ("The Story of Tonight (Reprise)"). Hamilton insiste que Burr torne público o relacionamento. Burr, entretanto, prefere esperar e ver o que a vida lhe reserva do que tomar qualquer medida drástica ("Wait For It").
Enquanto a revolução continua, Hamilton pede repetidas vezes para Washington lhe dar comando, mas Washington se recusa, promovendo Charles Lee no lugar. Essa decisão se prova desastrosa na Batalha de Monmouth, onde Lee ordena retirada contra as ordens de Washington, o que leva ao comandante lhe tirar comando em favor de Lafayette. Desapontado, Lee espalha rumores caluniosos e vingativos sobre Washington ("Stay Alive"). Hamilton fica ofendido, mas Washington ordena que Hamilton ignore os comentários. Laurens, também ao lado de Washington, se voluntaria a duelar contra Lee, assim Hamilton poderia evitar desobedecer as ordens de Washington. Laurens vence o duelo ferindo Lee ("Ten Duel Commandments"). Washington fica enfurecido pelo duelo e ordena que Hamilton volte para sua esposa ("Meet Me Inside"). Quando Hamilton volta pra casa, Eliza conta que está grávida. Ela afirma para um hesitante Hamilton, que ele não precisa de fama nem dinheiro para ter uma vida feliz ao lado dela ("That Would Be Enough").
Lafayette assume um grande papel de liderança na revolução, persuadindo França a se juntar na causa americana, e o equilíbrio muda a favor do Exército Continental. Washington e Lafayette percebem que podem ganhar a guerra impedindo a marinha britânica em Yorktown, mas precisam de Hamilton para isso, e o general lhe dá relutantemente o tão esperado comando ("Guns and Ships"). Na véspera da batalha, Washington lembra seu primeiro comando desastroso e adverte Hamilton que nenhum homem pode controlar sobre como será lembrado ("History Has Its Eyes on You"). Depois de vários dias de luta, o Exército Continental sai vitorioso. Os ingleses se rendem na última grande batalha ("Yorktown (The World Turned Upside Down)"). Com suas forças derrotadas, Rei George pergunta aos rebeldes sobre como esperam que vão se suceder governando a si mesmos ("What Comes Next?").
Logo depois da revolução, o filho de Hamilton, Philip,  nasce, e Burr tem uma filha, Theodosia ("Dear Theodosia"). Hamilton fica sabendo que Laurens morreu em uma batalha aparentemente desnecessária e se afunda no trabalho ("Tomorrow There'll Be More Of Us"). Hamilton e Burr voltam a Nova Iorque para terminar seus estudos e perseguir suas carreiras como advogados. Burr tem medo da ética de trabalho inflexível de Hamilton e fica cada vez mais irritado por seu sucesso. Hamilton é escolhido como representante da Convenção Constitucional de Filadélfia no verão de 1787. Hamilton recruta James Madison e John Jay para escrever O Federalista,  depois que Burr se recusa. Angelica anuncia que encontrou um marido e vai se mudar para Londres. O recém eleito Presidente Washington chama Hamilton para o trabalho de Secretário do Tesouro, apesar dos protestos de Eliza ("Non-Stop").

### Segundo Ato
Em 1789, Thomas Jefferson retorna aos Estados Unidos vindo da França, onde passou boa parte da época dos Artigos da Confederação como embaixador. Washington lhe pede para que fosse o Secretário de Estado sob a nova Constituição. James Madison pede ajuda de Jefferson para impedir o plano financial de Hamilton, que Madison acreditava dar todo controle ao Governo ("What'd I Miss?"). Jefferson e Hamilton discutem os méritos do plano de Hamilton durante a reunião do Gabinete. Washington deixa Hamilton de lado e lhe diz para encontrar um acordo para conquistar o Congresso ("Cabinet Battle #1").
Enquanto Hamilton trabalha em casa, Eliza o lembra que Philip, seu filho, está completando nove anos de idade. Philip presenteia Hamilton com um pequeno rap que ele compôs, surpreendendo seu. Angelica aconselha Hamilton a convencer Jefferson do seu plano, assim o Congresso irá aceitá-lo. Ela também menciona uma carta que recebeu de Hamilton recentemente, na qual ele se refere a ela como “a mais querida”, apesar do fato de serem legalmente irmão e irmã. Depois, Eliza e Angelica tentam o persuadir a acompanhá-las nas férias de verão, mas Hamilton se recusa, dizendo que precisa trabalhar em seu plano para o Congresso, ficando em Nova Iorque enquanto a família vai para o norte ("Take a Break").
Sozinho, Hamilton é visitado por Maria Reynolds, que afirma ser abandonada pelo seu marido. Quando Hamilton lhe oferece ajuda, eles passam a ter um caso. James Reynolds, marido de Maria, chantageia Hamilton, que fica furioso com Maria, mas paga Reynolds e continua com a traição ("Say No To This").
Hamilton discute seu plano com Jefferson e Madison durante um jantar particular, que resulta no Acordo de 1790, dando apoio ao plano financial em troca dele se mudar de Nova Iorque para Washington, D.C.,  um lugar bem mais perto da casa de Jefferson em Virginia. Burr sente inveja da movimentação de Hamilton no governo e deseja ter seu poder ("The Room Where It Happens"). Burr troca de partido político e derrota o pai de Eliza, Philip Schuyler, em uma disputa por uma vaga no Senado. Isso leva a um choque entre Burr e Hamilton — este acredita que Burr não possui lealdade e que nunca irá parar até ganhar influência ("Schuyler Defeated").
Em outro encontro de Gabinete, Jefferson e Hamilton discutem sobre se os Estados devem ajudar a França no seu conflito contra a Inglaterra. Washington finalmente concorda com o argumento de Hamilton sobre se manter neutro ("Cabinet Battle #2"). Depois do encontro, Burr, Jefferson e Madison compartilham sua inveja sobre o apoio permanente que Washington dá para Hamilton. Eles começam a procurar um jeito de prejudicar a imagem de Hamilton ("Washington on Your Side").
Washington conta a Hamilton que Jefferson abdicou de sua posição para concorrer a presidente, e que ele mesmo também está deixando o cargo. Hamilton fica chocado, mas Washington o convence que é a coisa certa a se fazer e escreve um discurso de despedida ("One Last Time"). Na Inglaterra, Rei George III fica sabendo que Washington está deixando o cargo e será substituído por John Adams. O rei sai feliz, pronto para que os Estados Unidos caiam sob a liderança de Adams ("I Know Him").
Hamilton é demitido por Adams e publica uma crítica inflamatória do novo presidente como resposta ("The Adams Administration"). Jefferson, Madison e Burr acreditam que encontraram prova que Hamilton desviava dinheiro do governo, efetivamente cometendo traição. Quando confrontado, Hamilton admite seu caso com Maria Reynolds e seus pagamentos furtivos a James Reynolds ("We Know"). Mesmo os três jurando guardar segredo, Hamilton se preocupa sobre a verdade vir à tona. Ele pensa em como ter escrito uma carta aberta e honesta o ajudou no passado ("Hurricane"), e publica uma admissão pública do caso, esperando exterminar os rumores do desvio de dinheiro e salvar seu legado político. Sua reputação pessoal, entretanto, é arruinada pela publicação do Folhetim de Reynolds ("The Reynolds Pamphlet"). De coração partido pela infidelidade, Eliza, às lágrimas, queima as cartas que Hamilton escreveu durante todos estes anos, acabando com a chance de Hamilton de ser redimido pelos "futuros historiadores" e não deixando o mundo saber como foi sua reação  "se apagando da narrativa" ("Burn").
Anos se passam, Philip, agora crescido, desafia a um duelo um homem chamado George Eacker por caluniar Hamilton. Seguindo o conselho de Alexander, Philip mira para o céu no começo do duelo, esperando que o gesto fizesse Eacker renunciar, mas, na contagem de sete, Eacker atira nele ("Blow Us All Away"). Philip é levado ao médico, que é incapaz de salvá-lo. Hamilton e Eliza chegam separados momentos antes de Philip morrer ("Stay Alive (Reprise)"). Como resultado da morte de Philip, a família se muda para o norte. Hamilton pede perdão a Eliza pelos seus erros, o que recebe eventualmente ("It's Quiet Uptown").
A eleição presidencial de 1800 resulta na derrota do Presidente John Adams, com Jefferson e Burr empatados a ganhar. Hamilton fica chateado que Burr não possui valores aparentes e, ao invés, apoia Jefferson, que ganha a presidência ("The Election of 1800"). Burr, enfurecido, troca cartas com Hamilton e o desafia a um duelo ("Your Obedient Servant"). Antes do sol nascer no dia do duelo, Eliza, sem saber de nada, pede que Hamilton volte para cama. Hamilton responde que precisa sair, mas antes a lembra mais uma vez que a ama ("Best of Wives and Best of Women").
Burr e Hamilton viajam para Weehawken, em New Jersey, para o duelo. Ele aponta sua pistola para o céu e é golpeado pela bala de Burr no peito. Hamilton soliloquia sobre sua morte, seus relacionamentos e seu legado. Morre logo após com sua esposa e Angelica ao seu lado. Burr lamenta que mesmo tendo sobrevivido, está amaldiçoado a ser o vilão da história, somente lembrado como o homem que matou Alexander Hamilton ("The World Was Wide Enough").
O ensemble se reúne para fechar a história. Washington entra e lembra o público que ninguém tem controle sobre como será lembrado. Jefferson e Madison admitem a genialidade do trabalho político de seu rival. Eliza explica sobre como lutou para salvar o legado de seu marido por 50 anos depois e lamenta que não fez o suficiente. Dizendo diretamente para Hamilton, ela conta que fundou um orfanato privado em sua honra e que "mal pode esperar para vê-lo de novo" ("Who Lives, Who Dies, Who Tells Your Story").

## Elenco

### Papéis e elenco principal
| Personagem                              | Vassar Workshop (2013) | Off-Broadway (2015)    | Broadway (2015–presente) | Chicago (2016–presente) | First U.S. Tour (em março de 2017) | West End (novembro de 2017) |
| --------------------------------------- | ---------------------- | ---------------------- | ------------------------ | ----------------------- | ---------------------------------- | --------------------------- |
| Alexander Hamilton                      | Lin-Manuel Miranda     | Lin-Manuel Miranda     | Lin-Manuel Miranda       | Miguel Cervantes        | Michael Luwoye                     | Jamael Westman              |
| Aaron Burr                              | Utkarsh Ambudkar       | Leslie Odom, Jr.       | Leslie Odom, Jr.         | Joshua Henry            | Joshua Henry                       | Giles Terera                |
| Elizabeth "Eliza" Schuyler              | Ana Nogueira           | Phillipa Soo           | Phillipa Soo             | Ari Afsar               | Solea Pfeiffer                     | Rachelle Ann Go             |
| Angelica Schuyler                       | Anika Noni Rose        | Renée Elise Goldsberry | Renée Elise Goldsberry   | Karen Olivo             | Emmy Raver-Lampman                 | Rachel John                 |
| Marquis de Lafayette / Thomas Jefferson | Daveed Diggs           | Daveed Diggs           | Daveed Diggs             | Chris De'Sean Lee       | Jordan Donica                      | Jason Pennycooke            |
| George Washington                       | Christopher Jackson    | Christopher Jackson    | Christopher Jackson      | Jonathan Kirkland       | Isaiah Johnson                     | Obioma Ugoala               |
| Rei George III                          | Joshua Henry           | Brian d'Arcy James     | Jonathan Groff           | Alexander Gemignani     | Rory O'Malley                      | Michael Jibson              |
| John Laurens / Philip Hamilton          | Javier Muñoz           | Anthony Ramos          | Anthony Ramos            | Jose Ramos              | Rubén J. Carbajal                  | Cleve September             |
| Peggy Schuyler / Maria Reynolds         | Presilah Nunez         | Jasmine Cephas Jones   | Jasmine Cephas Jones     | Samantha Marie Ware     | Amber Iman                         | Christine Allado            |
| Hercules Mulligan / James Madison       | Joshua Henry           | Okieriete Onaodowan    | Okieriete Onaodowan      | Wallace Smith           | Mathenee Treco                     | Tarinn Callender            |
| Alexander Hamilton (substituto)         | —                      | Javier Muñoz           | Javier Muñoz             | Joseph Morales          | Ryan Alvarado                      | Ash Hunter                  |

#### Substituições do elenco da Broadway
- Alexander Hamilton: Javier Muñoz;[8] Jevon McFerrin[9]
- Alexander Hamilton (Alternante): Michael Luwoye; Jon Rua; Jevon McFerrin, Donald Webber
- Eliza Hamilton: Lexi Lawson[10]
- Aaron Burr: Brandon Victor Dixon;[10] Daniel Breaker[11]
- Angelica Schuyler: Mandy Gonzalez[12]
- Marquis de Lafayette / Thomas Jefferson: Seth Stewart;[13] James Monroe Iglehart[14]
- George Washington: Nicholas Christopher;[15] Bryan Terrell Clark[16]
- Rei George III: Andrew Rannells;[17] Rory O'Malley;[18] Taran Killam;[16] Brian d'Arcy James;[19] Euan Morton[20]
- John Laurens / Philip Hamilton: Jordan Fisher;[21] Anthony Lee Medina[16]
- Peggy Schuyler / Maria Reynolds: Alysha Deslorieux;[16] Joanna A. Jones
- Hercules Mulligan / James Madison: J. Quinton Johnson[16]

#### Substituições de outras produções notáveis
- Aaron Burr – Chicago: Wayne Brady;[22] Daniel Breaker;[23] Gregory Treco[11]
- Angelica Schuyler – Chicago: Montego Glover[11]
- Peggy Schuyler/Maria Reynolds - Chicago: Aubin Wise

## Números musicais
| 1º Ato - "Alexander Hamilton" – Elenco (exceto King George III) - "Aaron Burr, Sir" – Hamilton, Burr, Laurens, Lafayette e Mulligan - "My Shot" – Hamilton, Laurens, Lafayette, Mulligan, Burr, Emsemble - "The Story of Tonight" – Hamilton, Laurens, Lafayette e Mulligan - "The Schuyler Sisters" – Angelica, Eliza, Peggy, Burr e Emsemble - "Farmer Refuted" – Samuel Seabury e Hamilton - "You'll Be Back" – King George III - "Right Hand Man" – Washington, Hamilton, Burr, Laurens, Lafayette, Mulligan e Ensemble - "A Winter's Ball" – Burr, Hamilton e Ensemble masculino. - "Helpless" – Eliza, Hamilton, Angelica e Ensemble feminino. - "Satisfied" – Angelica, Eliza, Hamilton e Ensemble - "The Story of Tonight" (reprise) – Laurens, Lafayette, Mulligan, Hamilton e Burr - "Wait for It" – Burr e Ensemble - "Stay Alive" – Hamilton, Washington, Laurens, Lafayette, Mulligan, Eliza, Angelica, Lee e Ensemble - "Ten Duel Commandments" – Laurens, Hamilton, Lee, Burr e Ensemble - "Meet Me Inside" – Washington, Hamilton, Burr, Laurens e Ensemble - "That Would Be Enough" – Eliza r Hamilton - "Guns and Ships" – Lafayette, Burr, Washington e Ensemble - "History Has Its Eyes on You" – Washington e Ensemble - "Yorktown (The World Turned Upside Down)" – Hamilton, Lafayette, Laurens, Mulligan, Washington e Ensemble - "What Comes Next?" – King George III - "Dear Theodosia" – Burr e Hamilton - "Tomorrow There'll Be More of Us" – Laurens, (Eliza, Hamilton) † - "Non-Stop" – Hamilton, Burr, Eliza, Angelica, Washington e Ensemble † "Tomorrow There'll Be More of Us", uma segunda reprise de "The Story of Tonight", não está inclusa na gravação original do elenco da Broadway. Miranda a considera "mais cena do que música". É a única cena fora do álbum. ‡ Anteriormente intitulada "One Last Ride" na produção Off-Broadway. | 2º Ato - "What'd I Miss" – Jefferson, Burr, Madison, Washington, Hamilton e Ensemble - "Cabinet Battle #1" – Jefferson, Hamilton, Washington e Madison - "Take a Break" – Eliza, Philip, Hamilton e Angelica - "Say No to This" – Hamilton, Maria Reynolds, James Reynolds e Ensemble - "The Room Where It Happens" – Burr, Hamilton, Jefferson, Madison e Ensemble - "Schuyler Defeated" – Philip, Eliza, Hamilton e Burr - "Cabinet Battle #2" – Washington, Jefferson, Hamilton e Madison - "Washington on Your Side" – Burr, Jefferson e Madison - "One Last Time" – Washington, Hamilton e Ensemble ‡ - "I Know Him" – King George III - "The Adams Administration" – Burr, Hamilton, Jefferson, Madison e Ensemble - "We Know" – Hamilton, Burr, Jefferson, e Madison - "Hurricane" – Hamilton e Ensemble - "The Reynolds Pamphlet" – Hamilton, Jefferson, Madison, Burr, Angelica e Ensemble - "Burn" – Eliza - "Blow Us All Away" – Philip, Hamilton, Eacker, Dolly, Martha e Ensemble - "Stay Alive" (reprise) – Philip, Hamilton, Eliza, Doctor e Ensemble - "It's Quiet Uptown" – Angelica, Hamilton, Eliza e Ensemble - "The Election of 1800" – Jefferson, Madison, Burr, Hamilton e Ensemble - "Your Obedient Servant" – Burr e Hamilton - "Best of Wives and Best of Women" – Eliza e Hamilton - "The World Was Wide Enough" – Burr, Hamilton e Ensemble - "Who Lives, Who Dies, Who Tells Your Story" – Eliza, Washington, Burr, Jefferson, Madison, Angelica, Laurens, Lafayette, Mulligan e Ensemble |

## Prêmios e Honras

### Produção Original Off-Broadway
| Ano  | Prêmio                                       | Categoria                                           | Indicado                                                             | Resultado |
| ---- | -------------------------------------------- | --------------------------------------------------- | -------------------------------------------------------------------- | --------- |
| 2015 | Lucille Lortel Awards                        | Melhor Musical                                      | Melhor Musical                                                       | Venceu    |
| 2015 | Lucille Lortel Awards                        | Melhor Diretor                                      | Thomas Kail                                                          | Venceu    |
| 2015 | Lucille Lortel Awards                        | Melhor Coreógrafo                                   | Andy Blankenbuehler                                                  | Venceu    |
| 2015 | Lucille Lortel Awards                        | Melhor Ator em Musical                              | Lin-Manuel Miranda                                                   | Venceu    |
| 2015 | Lucille Lortel Awards                        | Melhor Ator em Musical                              | Leslie Odom, Jr.                                                     | Indicado  |
| 2015 | Lucille Lortel Awards                        | Melhor Atriz em Musical                             | Phillipa Soo                                                         | Venceu    |
| 2015 | Lucille Lortel Awards                        | Melhor Ator Coadjuvante em Musical                  | Daveed Diggs                                                         | Venceu    |
| 2015 | Lucille Lortel Awards                        | Melhor Ator Coadjuvante em Musical                  | Brian d'Arcy James                                                   | Indicado  |
| 2015 | Lucille Lortel Awards                        | Melhor Atriz Coadjuvante em Musical                 | Renée Elise Goldsberry                                               | Venceu    |
| 2015 | Lucille Lortel Awards                        | Melhor Figurino                                     | Paul Tazewell                                                        | Venceu    |
| 2015 | Lucille Lortel Awards                        | Melhor Iluminação                                   | Howell Binkley                                                       | Venceu    |
| 2015 | Lucille Lortel Awards                        | Melhor Edição de Som                                | Nevin Steinberg                                                      | Venceu    |
| 2015 | Outer Critics Circle Awards                  | Melhor Novo Musical Off-Broadway                    | Melhor Novo Musical Off-Broadway                                     | Venceu    |
| 2015 | Outer Critics Circle Awards                  | Melhor Libreto de Musical                           | Lin-Manuel Miranda                                                   | Venceu    |
| 2015 | Outer Critics Circle Awards                  | Melhor Música                                       | Lin-Manuel Miranda                                                   | Venceu    |
| 2015 | Outer Critics Circle Awards                  | Melhor Diretor de Musical                           | Thomas Kail                                                          | Indicado  |
| 2015 | Outer Critics Circle Awards                  | Melhor Coreógrafo                                   | Andy Blankenbuehler                                                  | Indicado  |
| 2015 | Drama League Awards                          | Melhor Produção Musical da Broadway ou off-Broadway | Melhor Produção Musical da Broadway ou off-Broadway                  | Indicado  |
| 2015 | Drama League Awards                          | Desempenho Destaque                                 | Daveed Diggs                                                         | Indicado  |
| 2015 | Drama League Awards                          | Desempenho Destaque                                 | Lin-Manuel Miranda                                                   | Indicado  |
| 2015 | Drama Desk Awards                            | Melhor Musical                                      | Melhor Musical                                                       | Venceu    |
| 2015 | Drama Desk Awards                            | Melhor Ator em Musical                              | Lin-Manuel Miranda                                                   | Indicado  |
| 2015 | Drama Desk Awards                            | Melhor Ator Coadjuvante em Musical                  | Leslie Odom, Jr.                                                     | Indicado  |
| 2015 | Drama Desk Awards                            | Melhor Atriz Coadjuvante em Musical                 | Renée Elise Goldsberry                                               | Venceu    |
| 2015 | Drama Desk Awards                            | Melhor Diretor em Musical                           | Thomas Kail                                                          | Venceu    |
| 2015 | Drama Desk Awards                            | Melhor Música                                       | Lin-Manuel Miranda                                                   | Venceu    |
| 2015 | Drama Desk Awards                            | Melhor Letra                                        | Lin-Manuel Miranda                                                   | Venceu    |
| 2015 | Drama Desk Awards                            | Melhor Libreto de Musical                           | Lin-Manuel Miranda                                                   | Venceu    |
| 2015 | Drama Desk Awards                            | Melhor Orquestração                                 | Alex Lacamoire                                                       | Indicado  |
| 2015 | Drama Desk Awards                            | Outstanding Set Design                              | David Korins                                                         | Indicado  |
| 2015 | Drama Desk Awards                            | Melhor Figurino                                     | Paul Tazewell                                                        | Indicado  |
| 2015 | Drama Desk Awards                            | Melhor Iluminação                                   | Howell Binkley                                                       | Indicado  |
| 2015 | Drama Desk Awards                            | Melhor Edição de Som em Musical                     | Nevin Steinberg                                                      | Venceu    |
| 2015 | Drama Desk Awards                            | Prêmio Especial ‡                                   | Andy Blankenbuehler                                                  | Venceu    |
| 2015 | New York Drama Critics' Circle Awards        | Melhor Musical                                      | Melhor Musical                                                       | Venceu    |
| 2015 | Off Broadway Alliance Awards                 | Best New Musical                                    | Best New Musical                                                     | Venceu    |
| 2015 | Theatre World Awards                         | Melhor Desempenho Estreante                         | Daveed Diggs                                                         | Venceu    |
| 2015 | Clarence Derwent Awards                      | Melhor Artista Feminina Promissora                  | Phillipa Soo                                                         | Venceu    |
| 2015 | Obie Awards                                  | Melhor Novo Projeto de Teatro Americano             | Lin-Manuel Miranda, Thomas Kail, Andy Blankenbuehler, Alex Lacamoire | Venceu    |
| 2015 | Edgerton Foundation New American Play Awards | Edgerton Foundation New American Play Awards        | Edgerton Foundation New American Play Awards                         | Venceu    |

‡ Blankenbuehler recebeu um Prêmio Drama Desk especial por "sua coreografia inspiradora e de parar o coração em Hamilton, que é indispensável para contar a história do musical. Seu corpo de trabalho é versátil, ainda com o estilo dinâmico e fluido consistentemente evidente. Na hora de 'dar seu tiro,' Blankenbuehler o atinge em cheio."

### Produção Original da Broadway
| Ano  | Prêmio                             | Categoria                                              | Indicado | Resultado |
| ---- | ---------------------------------- | ------------------------------------------------------ | --- | --------- |
| 2016 | Tony Awards                        | Melhor Musical                                         | Melhor Musical | Venceu    |
| 2016 | Tony Awards                        | Melhor Libreto de Musical                              | Lin-Manuel Miranda | Venceu    |
| 2016 | Tony Awards                        | Melhor Trilha Sonora Original                          | Lin-Manuel Miranda | Venceu    |
| 2016 | Tony Awards                        | Melhor Ator de Musical                                 | Lin-Manuel Miranda | Indicado  |
| 2016 | Tony Awards                        | Melhor Ator de Musical                                 | Leslie Odom, Jr. | Venceu    |
| 2016 | Tony Awards                        | Melhor Atriz de Musical                                | Phillipa Soo | Indicado  |
| 2016 | Tony Awards                        | Melhor Ator Coadjuvante de Musical                     | Daveed Diggs | Venceu    |
| 2016 | Tony Awards                        | Melhor Ator Coadjuvante de Musical                     | Jonathan Groff | Indicado  |
| 2016 | Tony Awards                        | Melhor Ator Coadjuvante de Musical                     | Christopher Jackson | Indicado  |
| 2016 | Tony Awards                        | Melhor Atriz Coadjuvante de Musical                    | Renée Elise Goldsberry | Venceu    |
| 2016 | Tony Awards                        | Melhor Produção de Cena de Musical                     | David Korins | Indicado  |
| 2016 | Tony Awards                        | Melhor Figurino de Musical                             | Paul Tazewell | Venceu    |
| 2016 | Tony Awards                        | Melhor Iluminação de Musical                           | Howell Binkley | Venceu    |
| 2016 | Tony Awards                        | Melhor Direção de Musical                              | Thomas Kail | Venceu    |
| 2016 | Tony Awards                        | Melhor Coreografia                                     | Andy Blankenbuehler | Venceu    |
| 2016 | Tony Awards                        | Melhor Orquestração                                    | Alex Lacamoire | Venceu    |
| 2016 | Drama League Awards                | Melhor Produção de Musical da Broadway ou off-Broadway | Melhor Produção de Musical da Broadway ou off-Broadway | Venceu    |
| 2016 | Drama League Awards                | Desempenho Destaque                                    | Daveed Diggs | Indicado  |
| 2016 | Drama League Awards                | Desempenho Destaque                                    | Lin-Manuel Miranda | Venceu    |
| 2016 | Pulitzer Prize                     | Drama                                                  | Lin-Manuel Miranda | Venceu    |
| 2016 | Grammy Awards                      | Melhor Álbum de Teatro Musical                         | Daveed Diggs, Renée Elise Goldsberry, Jonathan Groff, Christopher Jackson, Jasmine Cephas Jones, Lin-Manuel Miranda, Leslie Odom, Jr., Okieriete Onaodowan, Anthony Ramos e Phillipa Soo (solistas principais); Alex Lacamoire, Lin-Manuel Miranda, Bill Sherman, Ahmir Thompson & Tariq Trotter (produtores); Lin-Manuel Miranda (escritor e compositor) | Venceu    |
| 2016 | Fred and Adele Astaire Awards      | Outstanding Ensemble in a Broadway Show                | Outstanding Ensemble in a Broadway Show | Indicado  |
| 2016 | Fred and Adele Astaire Awards      | Best Choreographer                                     | Andy Blankenbuehler | Venceu    |
| 2016 | Fred and Adele Astaire Awards      | Best Male Dancer                                       | Daveed Diggs | Indicado  |
| 2016 | NAACP Image Awards                 | Outstanding Duo, Group or Collaboration                | Original Broadway Cast | Indicado  |
| 2016 | Dramatists Guild of America Awards | Frederick Loewe Award for Dramatic Composition         | Lin-Manuel Miranda | Venceu    |
| 2016 | Edward M. Kennedy Prize            | Drama Inspired by American History                     | Lin-Manuel Miranda | Venceu    |
| 2016 | Broadway.com Audience Awards       | Favorite New Musical                                   | Favorite New Musical | Venceu    |
| 2016 | Broadway.com Audience Awards       | Favorite Leading Actor in a Musical                    | Lin-Manuel Miranda | Venceu    |
| 2016 | Broadway.com Audience Awards       | Favorite Leading Actor in a Musical                    | Leslie Odom Jr. | Indicado  |
| 2016 | Broadway.com Audience Awards       | Favorite Leading Actress in a Musical                  | Phillipa Soo | Venceu    |
| 2016 | Broadway.com Audience Awards       | Favorite Breakthrough Performance (female)             | Phillipa Soo | Venceu    |
| 2016 | Broadway.com Audience Awards       | Favorite Breakthrough Performance (female)             | Jasmine Cephas Jones | Indicado  |
| 2016 | Broadway.com Audience Awards       | Favorite Featured Actress in a Musical                 | Jasmine Cephas Jones | Indicado  |
| 2016 | Broadway.com Audience Awards       | Favorite Featured Actress in a Musical                 | Renee Elise Goldsberry | Venceu    |
| 2016 | Broadway.com Audience Awards       | Favorite Featured Actor in a Musical                   | Daveed Diggs | Indicado  |
| 2016 | Broadway.com Audience Awards       | Favorite Featured Actor in a Musical                   | Christopher Jackson | Indicado  |
| 2016 | Broadway.com Audience Awards       | Favorite Featured Actor in a Musical                   | Anthony Ramos | Indicado  |
| 2016 | Broadway.com Audience Awards       | Favorite Featured Actor in a Musical                   | Jonathan Groff | Venceu    |
| 2016 | Broadway.com Audience Awards       | Favorite Diva Performance                              | Jonathan Groff | Venceu    |
| 2016 | Broadway.com Audience Awards       | Favorite Funny Performance                             | Jonathan Groff | Venceu    |
| 2016 | Broadway.com Audience Awards       | Favorite Funny Performance                             | Daveed Diggs | Indicado  |
| 2016 | Broadway.com Audience Awards       | Favorite Breakthrough Performance                      | Daveed Diggs | Venceu    |
| 2016 | Broadway.com Audience Awards       | Favorite Breakthrough Performance                      | Anthony Ramos | Indicado  |
| 2016 | Broadway.com Audience Awards       | Favorite Breakthrough Performance                      | Okieriete Onaodowan | Indicado  |
| 2016 | Broadway.com Audience Awards       | Favorite Onstage Pair                                  | Lin-Manuel Miranda & Leslie Odom Jr. | Venceu    |
| 2016 | Broadway.com Audience Awards       | Favorite Onstage Pair                                  | Lin-Manuel Miranda & Phillipa Soo | Indicado  |
| 2016 | Broadway.com Audience Awards       | Favorite Replacement (Male)                            | Andrew Rannells | Indicado  |
| 2016 | Broadway.com Audience Awards       | Favorite Replacement (Male)                            | Rory O'Malley | Indicado  |
| 2016 | Broadway.com Audience Awards       | Favorite New Song                                      | "Alexander Hamilton" | Indicado  |
| 2016 | Broadway.com Audience Awards       | Favorite New Song                                      | "My Shot" | Indicado  |
| 2016 | Broadway.com Audience Awards       | Favorite New Song                                      | "The Schuyler Sisters" | Indicado  |
| 2016 | Broadway.com Audience Awards       | Favorite New Song                                      | "Satisfied" | Venceu    |
| 2016 | Broadway.com Audience Awards       | Favorite New Song                                      | "The Room Where It Happens" | Indicado  |
| 2017 | Kids' Choice Awards                | Favorite Soundtrack                                    | Favorite Soundtrack | Indicado  |

## Produção alemã
De acordo com um relatório da Forbes, a Stage Entertainment anunciou uma produção alemã em 2019 para estrear no Operettenhaus em Hamburgo. Originalmente programada para novembro de 2021, a estreia foi adiada devido à pandemia de COVID-19. As prévias começaram em 24 de setembro de 2022 e a noite de estreia acabou acontecendo em 6 de outubro de 2022. Foi a primeira produção oficial não em inglês do espetáculo.
A versão das letras foi feita pelo letrista alemão Kevin Schroeder e pelo rapper alemão Sera Finale.
Em março de 2023, foi anunciado que a produção terminaria em outubro de 2023, após apenas um ano, devido às vendas decepcionantes de ingressos. A produção então encerrou em 15 de outubro de 2023.